# Divinópolis
Divinópolis é um município brasileiro do estado de Minas Gerais. Está localizada próxima à região metropolitana de Belo Horizonte. Considerada a capital do Centro-Oeste de Minas Gerais distante a cerca de 110 quilômetros de BH. Segundo a estimativa de 2024 do Instituto Brasileiro de Geografia e Estatística (IBGE), sua população reúne 242 328 habitantes, sendo o mais populoso município do oeste de Minas Gerais e o 10ª mais populoso do estado. Ocupa uma área de pouco mais de 708 km².  
Limita-se ao norte com Nova Serrana, ao noroeste com Perdigão, a oeste com Santo Antônio do Monte, a sudoeste com São Sebastião do Oeste, ao sul com Cláudio e a leste com Carmo do Cajuru e São Gonçalo do Pará, sendo cortada por dois rios: Rio Itapecerica e Rio Pará. 
A cidade é reconhecida como pólo da moda do estado de Minas Gerais, devido à alta concentração de indústrias do ramo confeccionista e têxtil.

## Símbolos oficiais
Além do hino municipal, são símbolos do município de Divinópolis o brasão e a bandeira, criados pelo professor Agamenon José Siqueira, a partir de desenhos e sugestões apresentados por estudantes e por outros interessados, em concurso instituído pela Lei Municipal 698, de 29 de maio de 1966, sancionada pelo prefeito Fábio Botelho Notini.
Anos depois, o prefeito Antônio Martins, com aprovação da Câmara, sancionou a Lei Municipal 1.063, de 10 de novembro de 1973, oficializando os elementos representativos da municipalidade, onde se identificam dois históricos fatores do progresso e desenvolvimento de Divinópolis: a ferrovia e a indústria siderúrgica.
Em 1997, o prefeito Domingos Sávio oficializou a interpretação dos símbolos municipais, acolhendo projeto da Câmara Municipal que se transformou na Lei 4. 244, de 29 de setembro de 1997.
A letra e a música do hino municipal (cantado em algumas escolas desde 1935) é de autoria do advogado, professor,escritor e poeta José Pereira Brasil, primeiro juiz da Comarca de Divinópolis. Foi oficializado pelo prefeito Walchir Jésus de Resende Costa, através da Lei Municipal 761, de 1 de agosto de 1967.
A transcrição gráfica, e o arranjo original foram feitos pela artista divinopolitana Simpliciana Brandão, violinista e professora de música.
Sua primeira execução oficial, foi na praça Benedito Valadares, em 1 de junho de 1973, com orquestra & vozes regidas pelo maestro José Geraldo Rocha, com arranjos especiais do violinista Jacinto Guimarães.

## História
Divinópolis foi fundada em 13 de janeiro de 1767, por João Pimenta Ferreira em nome de cinquenta famílias que viviam em propriedades próximas aos rios Itapecerica e Pará. O primeiro assentamento ocorreu próximo às margens do Itapecerica e a partir daí começou a ser denominado Paragem da Itapecerica em referência à passagem de pedras pelo meio do rio (Cachoeira Grande).  
Em 24 de março de 1770, passou a se denominar Espírito Santo da Itapecerica, no termo da Vila Pitangui até 1841.
A chegada da Estrada de Ferro Oeste de Minas em 30 de abril de 1890 e a ferrovia da Integração BH-Triângulo em 1911 permitiram a instalação de indústrias siderúrgicas de aço e ferro, impulsionando o desenvolvimento local, o que deu condições para a emancipação do então distrito do Espírito Santo (à época chamado de "Vila Henrique Galvão"). 
A emancipação e instalação oficial do município ocorreu em 1º de junho de 1912; posteriormente, em 3 de setembro do mesmo ano, o prefeito Antônio Olympio de Moraes sancionou a lei nº 590, que alterava o nome da Vila Henrique Galvão para Vila Divinópolis (nome criado em homenagem ao Divino Espírito Santo, padroeiro da cidade.) 
Em 18 de setembro de 1915, a Lei Estadual n.º 663 eleva a Vila Divinópolis à categoria de cidade.

## Geografia
Divinópolis está localizado na zona metalúrgica, microrregião (186) do Vale do Itapecerica: -20,13889 (latitude Sul) -44,88389 (longitude Oeste); macrorregião do Alto São Francisco, margem direita. Faz limites com os seguintes municípios: Nova Serrana (Norte), Perdigão (Noroeste), Santo Antônio do Monte (Oeste), São Sebastião do Oeste (Sudoeste), Cláudio (Sul), Carmo do Cajuru (Leste) e São Gonçalo do Pará (Leste).
O território é banhado por dois rios, ambos afluentes e tributários do Rio São Francisco: o rio Pará, que nasce em Entre Rios de Minas e banha toda a costa de Divinópolis, e o rio Itapecerica, que nasce nesta região (Ribeirões Boa Vista e Tamanduá), cortando a cidade transversalmente nos seus 18 quilômetros de extensão, e deságua no rio Pará.

### Clima
O clima é semiúmido com estação seca, classificado como tropical de altitude (Cwa segundo Köppen) com ventos dominando de sudeste e nordeste, fracos e moderados, umidade relativa do ar (URA), em média, nos 66%. Índice pluviométrico de aproximadamente 1 380 mm e temperatura média anual de 22 °C. Segundo dados do Instituto Nacional de Meteorologia (INMET), desde outubro de 1995 a menor temperatura registrada em Divinópolis foi de 0,7 °C em 18 de julho de 2000 e a maior atingiu 39,2 °C em 7 de outubro de 2020.
O maior acumulado de precipitação em 24 horas foi de 154,1 mm em 2 de janeiro de 2012. Outros grandes acumulados foram 122 mm em 30 de janeiro de 2008, 117,8 mm em 11 de fevereiro de 2009, 112,9 mm em 21 de outubro de 1997, 111,2 mm em 8 de janeiro de 2022, 107,9 mm em 24 de janeiro de 2020 e 104,9 mm em 16 de janeiro de 2003. O mês de maior precipitação foi dezembro de 2008, com 571 mm. O menor índice de umidade relativa do ar (URA), de 11%, foi registrado na tarde de 24 de setembro de 2022.
| Dados climatológicos para Divinópolis (Aeroporto) | Dados climatológicos para Divinópolis (Aeroporto) | Dados climatológicos para Divinópolis (Aeroporto) | Dados climatológicos para Divinópolis (Aeroporto) | Dados climatológicos para Divinópolis (Aeroporto) | Dados climatológicos para Divinópolis (Aeroporto) | Dados climatológicos para Divinópolis (Aeroporto) | Dados climatológicos para Divinópolis (Aeroporto) | Dados climatológicos para Divinópolis (Aeroporto) | Dados climatológicos para Divinópolis (Aeroporto) | Dados climatológicos para Divinópolis (Aeroporto) | Dados climatológicos para Divinópolis (Aeroporto) | Dados climatológicos para Divinópolis (Aeroporto) | Dados climatológicos para Divinópolis (Aeroporto) |
| Mês | Jan                                               | Fev                                               | Mar                                               | Abr                                               | Mai                                               | Jun                                               | Jul                                               | Ago                                               | Set                                               | Out                                               | Nov                                               | Dez                                               | Ano                                               |
| --- | ------------------------------------------------- | ------------------------------------------------- | ------------------------------------------------- | ------------------------------------------------- | ------------------------------------------------- | ------------------------------------------------- | ------------------------------------------------- | ------------------------------------------------- | ------------------------------------------------- | ------------------------------------------------- | ------------------------------------------------- | ------------------------------------------------- | ------------------------------------------------- |
| Temperatura máxima recorde (°C) | 36,7                                              | 37                                                | 34,9                                              | 33,5                                              | 33,4                                              | 31,4                                              | 32,2                                              | 36,5                                              | 38,3                                              | 39,2                                              | 38                                                | 36,1                                              | 39,2                                              |
| Temperatura máxima média (°C) | 30,1                                              | 30,7                                              | 30,1                                              | 29,4                                              | 27,1                                              | 26,5                                              | 26,8                                              | 28,5                                              | 29,7                                              | 30,4                                              | 29,1                                              | 29,4                                              | 29                                                |
| Temperatura média compensada (°C) | 23,8                                              | 24                                                | 23,6                                              | 22,2                                              | 19,1                                              | 17,8                                              | 18                                                | 19,8                                              | 21,9                                              | 23,4                                              | 23                                                | 23,4                                              | 21,7                                              |
| Temperatura mínima média (°C) | 19,1                                              | 18,9                                              | 18,5                                              | 16,4                                              | 12,7                                              | 10,7                                              | 10,4                                              | 11,7                                              | 15                                                | 17,3                                              | 18,2                                              | 19                                                | 15,7                                              |
| Temperatura mínima recorde (°C) | 15,3                                              | 13,6                                              | 11,8                                              | 7,7                                               | 4,4                                               | 3,3                                               | 0,7                                               | 4,7                                               | 6,2                                               | 10,4                                              | 10,7                                              | 14                                                | 0,7                                               |
| Precipitação (mm) | 292,7                                             | 166,4                                             | 166,8                                             | 57,6                                              | 29,7                                              | 22,2                                              | 7,9                                               | 13                                                | 43,9                                              | 107,5                                             | 197,1                                             | 275,9                                             | 1 380,7                                           |
| Umidade relativa compensada (%) | 72,9                                              | 69,8                                              | 72,1                                              | 68,8                                              | 68,4                                              | 66,3                                              | 61                                                | 53,4                                              | 56,2                                              | 60,1                                              | 70,1                                              | 74,4                                              | 66,1                                              |
| Insolação (h) | 174,3                                             | 183,9                                             | 189,1                                             | 218,9                                             | 217,3                                             | 210,8                                             | 228,1                                             | 242                                               | 197,4                                             | 194,7                                             | 158,1                                             | 148,8                                             | 2 363,4                                           |
| Fonte: INMET (precipitação: normal climatológica de 1991-2020; temperatura, umidade e horas de sol: normal 1981-2010; recordes de temperatura: 11/10/1995-presente) |                                                   |                                                   |                                                   |                                                   |                                                   |                                                   |                                                   |                                                   |                                                   |                                                   |                                                   |                                                   |                                                   |

## Demografia
A população de Divinópolis, divulgada pelo censo demográfico do Brasil de 2022, é de 231.091 habitantes. Além disso, segundo o IBGE (Instituto Brasileiro de Geografia e Estatística), a cidade ocupa a 10ª posição do total de 853 cidades, no ranking das cidades mais populosas do estado de Minas Gerais, estando à frente de cidades como Poços de Caldas, Varginha, Barbacena, Ituiutaba, Araguari e Pouso Alegre. Pelo IBGE 2004, Divinópolis apresenta um quadro social com alta taxa de alfabetização (94,7%). A taxa de Crescimento populacional de Divinópolis é da ordem de 4,2% ao ano. Aproximadamente 7.300 pessoas (em média dos últimos 10 anos). A frota de veículos registra 133.382 segundo dados do DENATRAN para o ano de 2016 e o eleitorado é de 158.937 com dados do TRE-MG.

## Subdivisões
A cidade de Divinópolis é dividida em seis regiões sendo elas a Região Central, Região Sudeste, Região Nordeste, Região Sudoeste, Região Oeste e Região Noroeste.

### Região Central

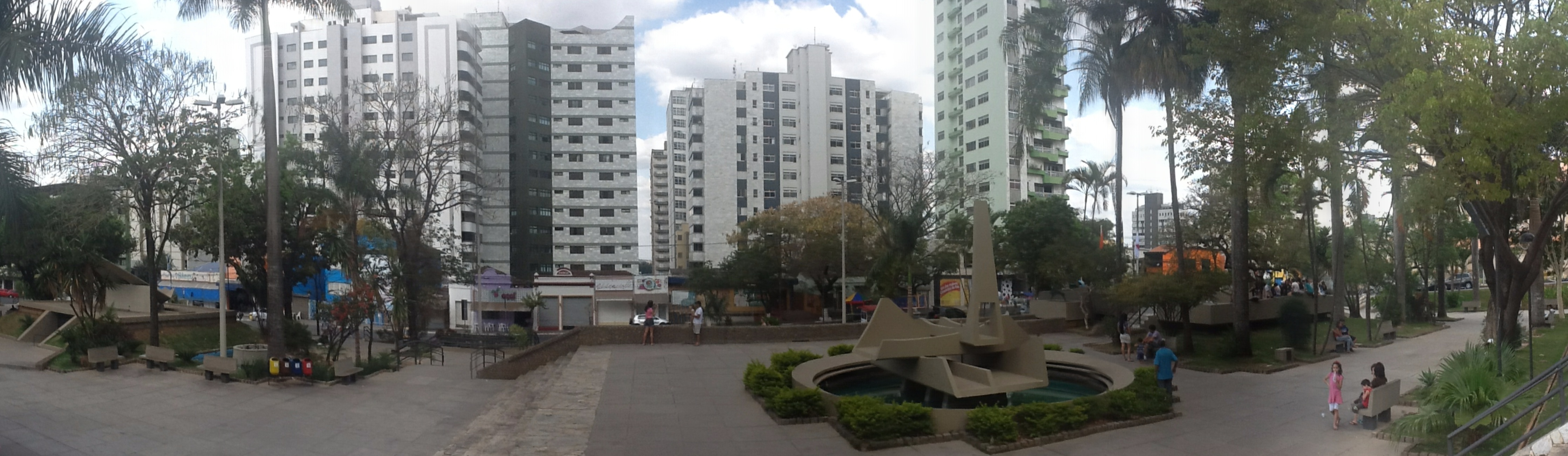
Praça do Santuário, localizada na Região Central da cidade.

É aonde se encontra o centro comercial da cidade e bairros como Sidil, Capitão Silva e Vila Belo Horizonte. Atualmente é aonde se localiza os principais órgãos municipais, jurídicos e de administração da cidade, como por exemplo, Fórum, Tribunal de Justiça Eleitoral, Delegacias e muitas das Secretárias Municipais. As principais áreas de lazer são as praças espalhadas pelo Centro e a área boêmia conhecida como Savassinha.

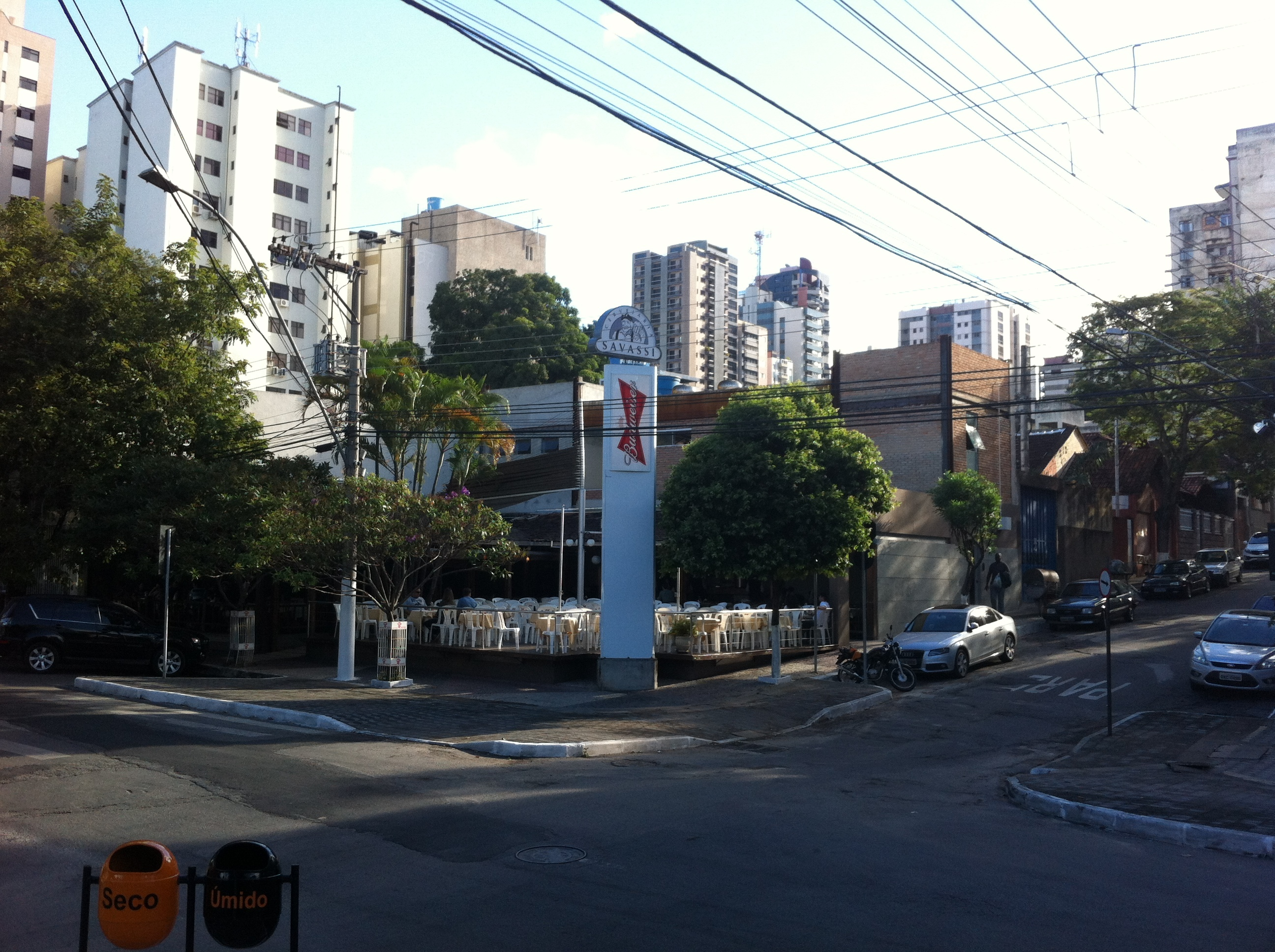
Savassinha, na Região Central da cidade.

### Região Sudeste

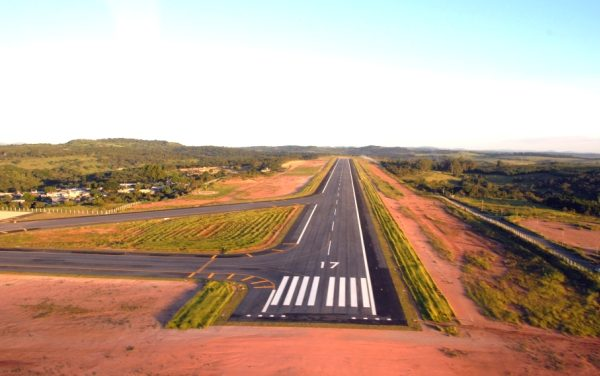
Aeroporto Brigadeiro Cabral, localizado na região Sudeste da cidade, principal aeroporto da Região Centro Oeste de Minas Gerais.

Localizada no lado leste do Rio Itapecerica, É a região mais populosa, com cerca de um 1/4 da população da cidade, destacada por bairros como Porto Velho, Interlagos, Santa Rosa, Nações, Paraíso, Nossa Senhora das Graças. Na região Sudeste foi instalada em 2014 a Unidade de Pronto Atendimento Padre Roberto que passou a operar como pronto atendimento no lugar do Pronto Socorro Municipal. É também na região Sudeste que se localiza o Aeroporto Brigadeiro Cabral, principal aeroporto do Centro Oeste Mineiro. As principais vias de acesso à Região Sudeste são a Rua Goiás/ Avenida Gabriel Passos e a Rua Bom Sucesso, principal ligação da cidade à Carmo do Cajuru.

### Região Nordeste
Localizada no lado Leste do Rio Itapecerica, é importante por bairros como Niterói, Manoel Valinhas, Danilo Passos, Icaraí e o Centro Industrial Jovelino Rabelo, este último muito importante para a economia da cidade. Está localizado na Região Nordeste o 4° maior hospital de minas e maior e mais importante da cidade, o hospital São João de Deus, muito importante para toda a região Centro Oeste de Minas. No bairro Universitários localiza-se o campus Divinópolis da Faculdade Pitágoras, ex FADOM. Também na região encontramos o Parque da Ilha, principal parque ecológico em perímetro urbano da cidade. Na região Nordeste localiza-se muitos dos bairros mais distantes da cidade, chamados por vez de Nordeste Distante. As principais vias de acesso são a Avenida Governador Magalhães Pinto e a Rua Vereador José Constantino Sobrinho. A Região é a principal saída para Belo Horizonte, iniciando nela o Anel Rodoviário.

### Região Sudoeste
Localizada no lado oeste do Rio Itapecerica, a região em largo desenvolvimento. Muitas das principais obras da cidade se encontram na região, como o Hospital Municipal. As duas grandes faculdades públicas da cidade, UEMG e UFSJ, e o CEFET-MG, também se encontram na região. Destacam bairros como São José, Catalão, Planalto, Belvedere e São Judas. Na região também encontra-se a nova sede da Prefeitura de Divinópolis e o Parque de Exposição, palco das maiores eventos da região, sediando festas e shows em seu espaço amplo. Na região Sudoeste também se encontra muitos dos bairros mais distantes da cidade, chamados por vez de Sudoeste Distante. As principais vias de acesso são a Avenida Paraná, Avenida Amazonas, Avenida Autorama e o Anel Rodoviário. É a principal saída para o Sul de Minas e São Paulo.

### Região Oeste
Encontra-se no alto da Região Central e nela se encontra bairros importantes como Ipiranga, Tietê, São Roque e Belo Vale. As principais vias de acesso são a Rua Goiás, Avenida Rio de Janeiro e o Anel Rodoviário. Nela se encontra a principal saída para Santo Antônio dos Campos, distrito de Divinópolis.

### Região Noroeste

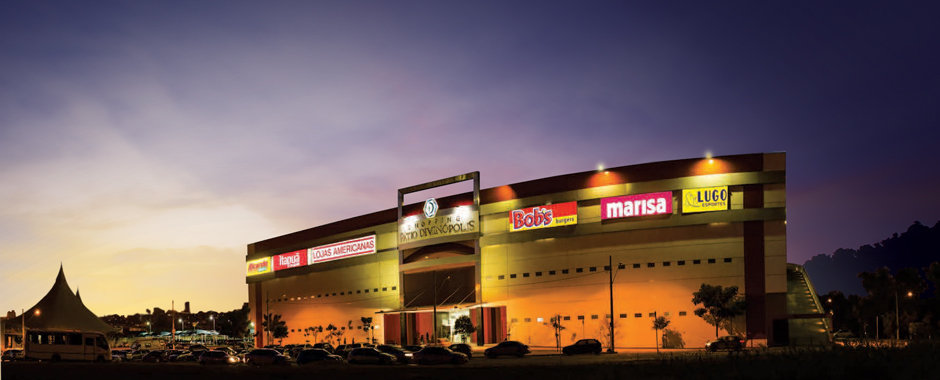
Shopping Pátio Divinópolis, localizado no bairro Santa Clara.

Localizada nas áreas norte e noroeste da cidade. Muito importante para a economia da cidade por ser o principal centro comercial têxtil da cidade que é polo mineiro da moda. Nela se encontram vários shoppings de vestuários como também o Shopping Patio Divinópolis. Na região também se localiza a rodoviária da cidade no bairro Santa Clara além do Campus Divinópolis da Unifenas no bairro Liberdade. Os principais bairros são Afonso Pena, Santa Clara, Bom Pastor, Padre Líbério, Candelária. A região é cortada pelo Anel Rodoviário dividindo-a ao meio. As principais vias de acesso são a Avenida JK e a Avenida Sete de Setembro, além do Anel Rodoviário.

## Educação
Segundo a prefeitura, o município recebeu nota 5,32 no Índice de Desenvolvimento da Educação Básica (IDEB), ficando entre as 64 mais bem classificadas do Brasil. Atualmente, 30% das escolas que possuem ensino fundamental avaliadas pelo IDEB em Divinópolis pertencem à rede municipal de ensino.

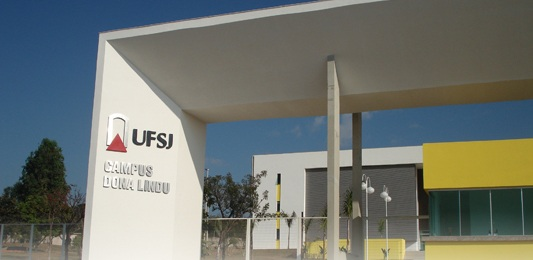
Campus Dona Lindu da UFSJ em Divinópolis

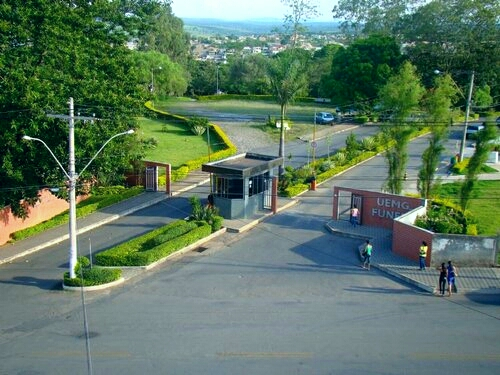
Campus da UEMG em Divinópolis

### Universidades
Divinópolis abriga o Campus Centro-Oeste Dona Lindu da Universidade Federal de São João del-Rei (UFSJ). A unidade oferta quatro cursos na área da saúde: Bioquímica, Enfermagem, Farmácia e Medicina. O campus foi criado para sanar a demanda de profissionais da saúde na região.
A Unidade Divinópolis da Universidade Estadual de Minas Gerais (UEMG), localizada no antigo campus da FUNEDI/INESP. São oferecidos os cursos de Ciências Biológicas, Publicidade e Propaganda, Educação Física (Licenciatura e Bacharelado), Enfermagem, Engenharia Civil, Engenharia de Produção, Engenharia da Computação, Fisioterapia, História, Jornalismo, Letras, Matemática, Pedagogia, Psicologia, Química e Serviço Social.
O Centro Federal de Educação Tecnológica de Minas Gerais (CEFET - MG) também possui uma unidade na cidade, oferecendo três cursos técnicos integrados ao ensino médio, Eletromecânica, Informática e Produção de Moda, além de três cursos em nível superior: Engenharia Mecatrônica, Engenharia da Computação e Design de Moda.
Educação não-formal
Na educação não-formal possui o Movimento Escoteiro, na cidade o 44º Grupo Escoteiro Frei Leão Rodrigues, que atua com jovens com idade de 6,5 anos à 21 anos. 

## Infraestrutura

### Fornecimento de energia elétrica
Dispondo de um razoável potencial energético, o Rio Pará fornece energia para Divinópolis e vários municípios da região através da Usina do Gafanhoto, que está integrada ao sistema CEMIG. A Usina do Gafanhoto tem um significado especial, pois foi a primeira realização de vulto do Governo mineiro no campo da energia elétrica operando a partir de 1946. Construída com a finalidade de fornecer energia à Cidade Industrial de Contagem, a usina foi o primeiro empreendimento para geração de energia elétrica da CEMIG e serviu para disponibilizar oferta de energia para a instalação de novas indústrias e contribuir para o desenvolvimento econômico do estado. Gera atualmente pouco mais de 14 MW(mega watts).
Além desta usina, ainda está instalada no município vizinho de Carmo do Cajuru, uma outra com o nome homônimo da cidade. Gera cerca de 7.200 MW(mega watts) e teve início de sua operação em 1959.
Situada bem próximo do centro urbano, encontra-se uma pequena usina que pertencia a extinta V.F.C.O.(Viação Férrea Centro Oeste) que mais tarde foi integrada à RFFSA. Esta usina fornecia energia para as oficinas da ferrovia instaladas no bairro Esplanada. Hoje pertence a um grupo privado (FCA) que pretende produzir energia repassando à CEMIG.

### Abastecimento de água
Em Divinópolis, o fornecimento de água tratada à população está a encargo da COPASA ( Companhia de Saneamento de Minas Gerais). O sistema de captação superficial localiza-se à margem esquerda do Rio Itapecerica. Depois de captada a água é tratada em um laboratório situado no prédio cintral da estação de tratamento d’ água, onde depois é distribuída à população.
A água é armazenada em reservatórios estrategicamente localizados. O sistema de captação da água conta ainda, com estações elevatórias de água tratada para abastecer os reservatórios localizados nas partes altas.
Divinópolis conta com dois sistemas de abastecimento de água: o Sistema do rio Pará, atualmente com produção de 120 l/s, e do rio Itapecerica, com produção de 500 l/s. A COPASA está investindo cerca de R$57,7 milhões na ampliação do sistema, com a conclusão das obras, a capacidade instalada atenderá a uma população de até 310 mil habitantes, que é a prevista para o final de 2033.

## Cultura, esporte e lazer

### Museu Histórico
Fica localizado próximo à Catedral do Divino Espírito Santo.
A antiga casa construída no antigo largo da Matriz do Arraial do Espírito Santo do Itapecerica foi fundada nesta região para ser a residência do Capitão Domingos Francisco Gontijo. Passou a ser a principal residência hospitaleira do então Arraial, abrigando até, após a emancipação do município, o primeiro presidente da Câmara de Divinópolis, Antônio Olímpio de Morais. Lá em 1906 foi também a primeira sala de cinema na cidade, com projetor portátil a gás de carbureto. Abrigou também um posto de saúde. Foi também cúria paroquial, colégio seráfico, convento dos frades e sede do Comissariado dos Franciscanos Gorcomienses (Holanda), que lá morariam até 1926. Em 1937 a congregação das Filhas de N.S. do Sagrado Coração ali assumiu a Escola Normal Dr. Mário Casasanta. Daí até 1978, sediou outras três instituições de ensino, quando foi mais uma vez fechado e seriamente depredado.
Apesar de uma lei que em 1982 declarar o casarão de interesse histórico e artístico do Município, parte do sobrado foi demolida com o pretexto de urbanizar a praça. A partir de 1985 é que sob supervisão do Instituto Estadual do Patrimônio Histórico e Artístico de Minas Gerais (IEPHA/MG), a parte remanescente é reformada e restaurada em 1985. O histórico sobrado, logo em seguida, passa a abrigar o Museu Histórico de Divinópolis, que ali se instala festivamente em 31 de maio de 1986. Em 15 de dezembro de 1988, por intermédio da Lei Municipal n.° 2.456, o "casarão" torna-se o primeiro bem cultural tombado pelo Município, e hoje constitui-se no último remanescente do conjunto arquitetônico tido como o núcleo urbano gerador da cidade, símbolo maior das primeiras e históricas lutas da comunidade em defesa do seu patrimônio cultural.
O Museu recebeu, nos anos de 2004 e 2005, um total de visitantes que chegou a 34.380. De fevereiro a novembro de 2006, o número de visitas é de 10.484. No mesmo período foram realizadas 48 apresentações na Praça Dom Cristiano, e 76 escolas visitaram as exposições.

### Teatro
Nos anos de 1930 foi construída a usina Gravatá e abasteceu o mercado com álcool combustível até a o fim da segunda Guerra. De lá foi reativada em 1950 passando a produzir polvilho e ração balanceada. Após desativada por longos períodos, foi reformada e reaberta como Teatro Municipal. Passou a ser a partir de 2008 o único teatro da cidade, com o fim das atividades de um teatro da iniciativa privada, denominado Theatron.

### Cinema
Assim como a maioria dos grandes centros urbanos, as cinco salas de cinema de Divinópolis estão localizadas em um Shopping Center, o Shopping Pátio Divinópolis. Entre as décadas de 50 a 90, a cidade possuía 4 cinemas: Três cinemas de Propriedade do Sr. Sebastião Pardini: Cine Arte Ideal, Cine Divinópolis, Cine Popular. E o último a encerrar as atividades, o Cine Alhambra.

### Festas, Festivais e Eventos Oficiais
- Divinaexpo : Sempre ocorrendo na época do aniversário da cidade. Trata-se de um evento tradicional com rodeio e atrações sertanejas, além de várias outras festividades.
- Festa a Fantasia : Ocorre no período de outubro.
- Desfile Cívico: É tradição no aniversário de Divinópolis, todo ano acontece o desfile cívico na Avenida 1° de Junho.
- FNE - Feira Nacional do Empreendedorismo: Realizado pela escola Cebrac desde o ano de 2012 se tornou um evento oficial do município, acontece no mês de maio.Estádio Farião, em Divinópolis.

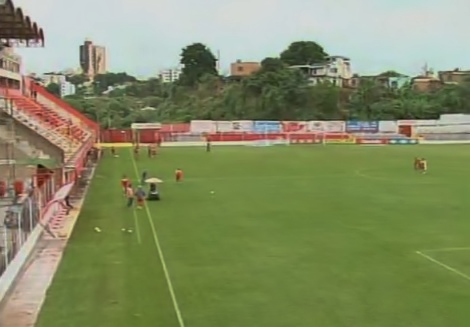
Estádio Farião, em Divinópolis.

### Futebol
Divinópolis conta com um representante no futebol mineiro, o Guarani, cujo mascote é o Tamanduá-Bandeira e é chamado por seus torcedores de Bugre. Em 2018 disputou a segunda divisão do Campeonato Mineiro edição a qual foi campeão. A sede do clube fica no bairro Porto Velho, onde encontra-se o estádio Waldemar Teixeira de Faria, popularmente conhecido como "Farião". Em 2012 o Guarani voltou a disputar uma competição nacional de futebol após 32 anos, a Série D do Campeonato Brasileiro; na ocasião, o Guarani foi eliminado na primeira fase - foi o último colocado em sua chave, com uma vitória, três empates e quatro derrotas, tendo somado seis pontos.

## Transporte
As principais vias de acesso da cidade são as Rodovias MG-050, sendo essa a principal ligação à Belo Horizonte e ao sudoeste mineiro, e a BR- 494, principal saída para São Paulo, Rio de Janeiro, Triângulo Mineiro e Sul de Minas, ligando diretamente à BR- 381 e à BR-262. No perímetro urbano, a MG-050 e a BR-494 formam o Anel Rodoviário da cidade cortando as regiões Nordeste, Noroeste, Oeste e Sudoeste.
O setor de Transporte é administrado pela Secretaria Municipal de Trânsito e Transporte (Settrans). O transporte coletivo urbano na cidade é realizado pelo Consórcio Transoeste, criado em 2012 e é composto pelas empresas Trancid-Transporte Coletivo Cidade de Divinópolis Ltda., Exdil-Expresso Divinopolitano Ltda., Transpratur-Transportes Coletivos e Turísticos Ltda.-EPP, Viação Daldegan Ltda.-ME e Empresa Braulino F. Oliveira Ltda.
A cidade também conta com o Aeroporto Brigadeiro Cabral, aeroporto municipal que conta com saída regular de voos comerciais operados pela empresa Azul. A empresa começou a operar em 2015 com voos regulares para Campinas. O Aeroporto Brigadeiro Cabral é o principal aeroporto da região Centro Oeste.
Os principais acessos ferroviários da cidade são a Linha Garças a Belo Horizonte e a Linha da Barra do Paraopeba, ambas da antiga Estrada de Ferro Oeste de Minas. A primeira realiza a ligação da cidade à capital mineira e ao distrito de Garças de Minas, localizado no município de Iguatama. Enquanto que a segunda, em seu trecho de bitola métrica, liga Divinópolis ao município de Bom Sucesso.
O transporte ferroviário foi o principal responsável pelo crescimento da cidade no fim do século XIX. Atualmente, o transporte ferroviário que passa pela cidade está sob a responsabilidade da Ferrovia Centro-Atlântica que é uma empresa privada do grupo VALE e compõe uma das principais vias ferroviárias do Brasil.